# Dario Carbone
Dario Carbone (Livorno, 1857 – Roma, 27 marzo 1934) è stato un architetto, ingegnere e urbanista italiano.

## Biografia

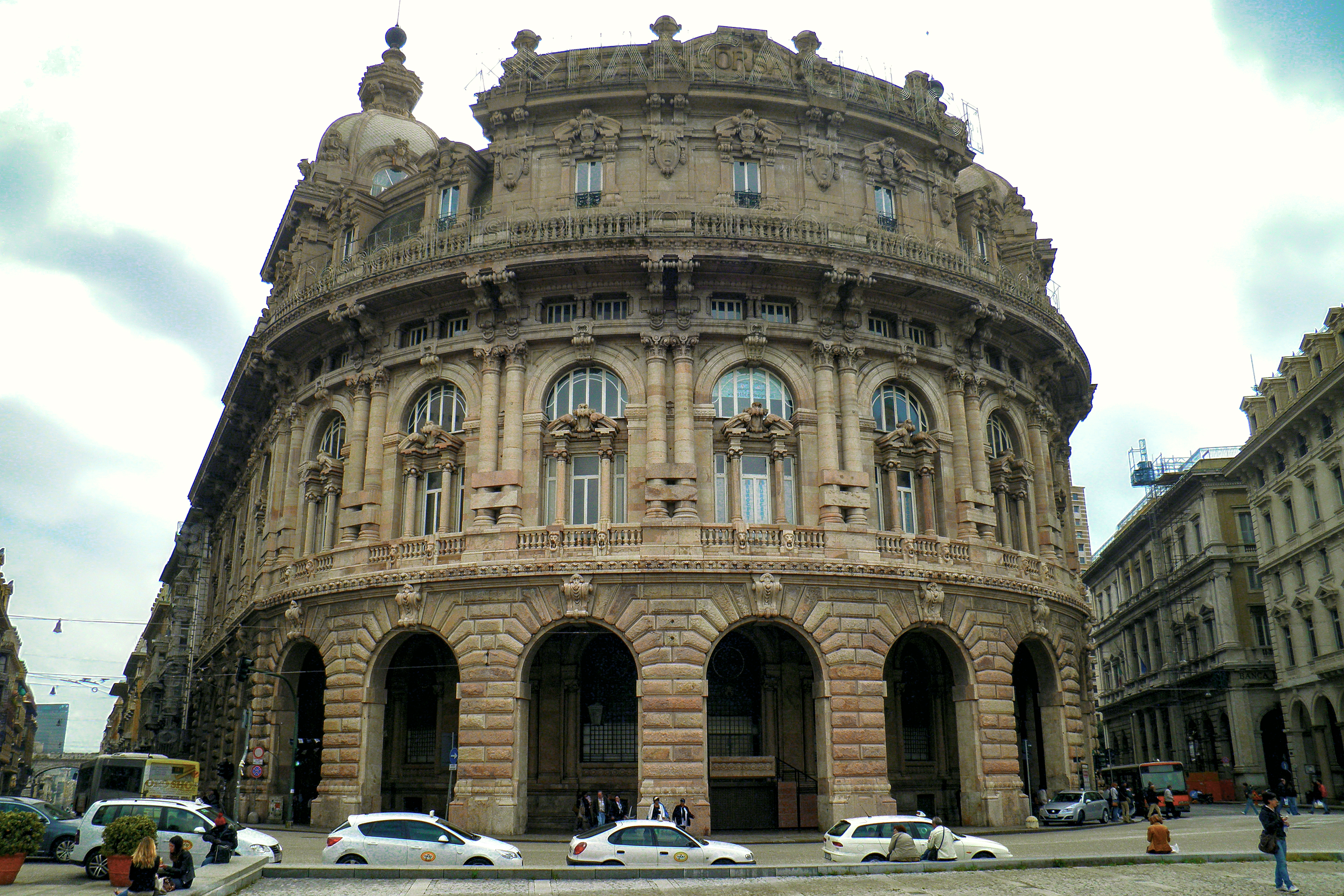
Il Palazzo della Borsa di Genova

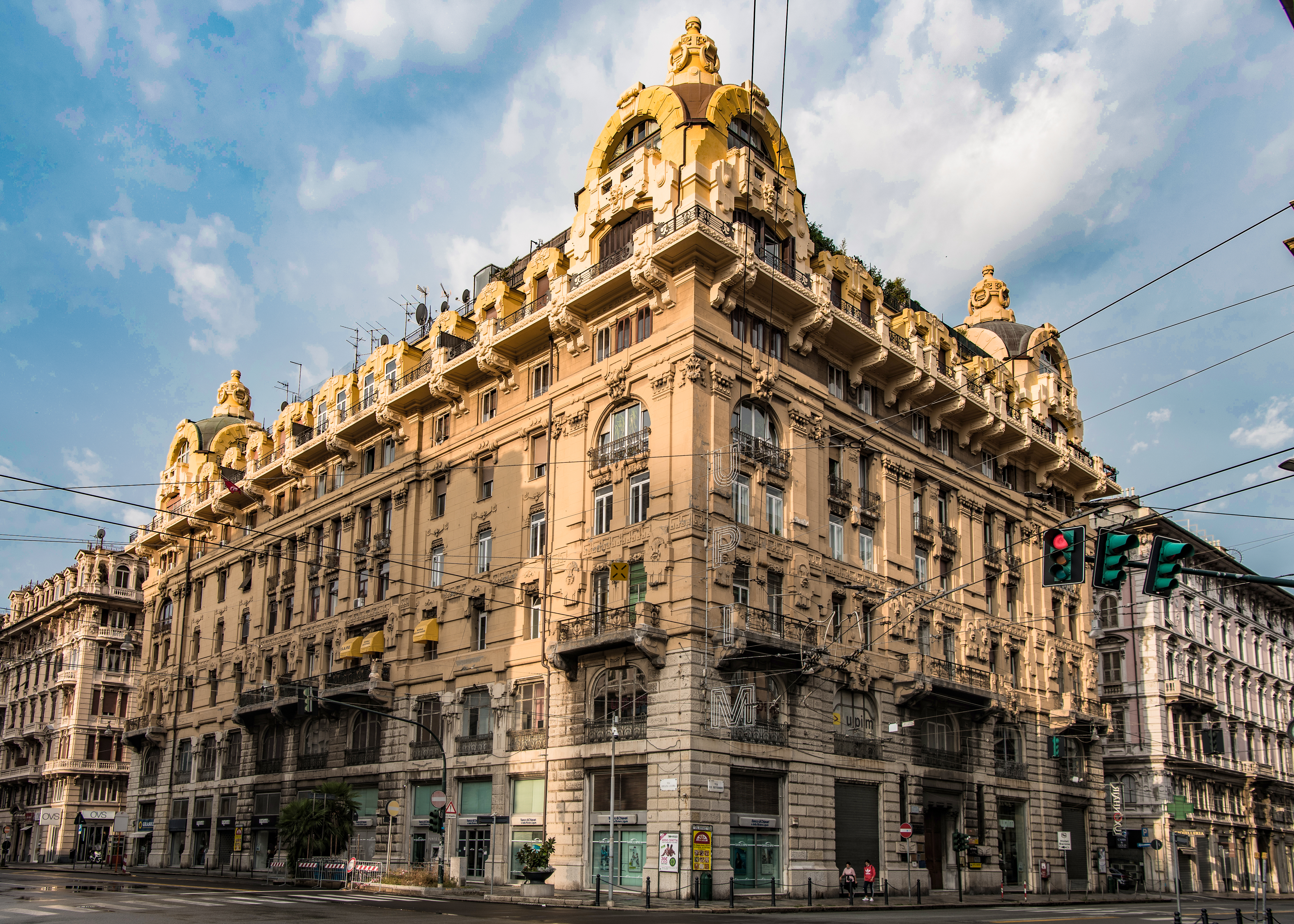
Palazzo delle Cupole

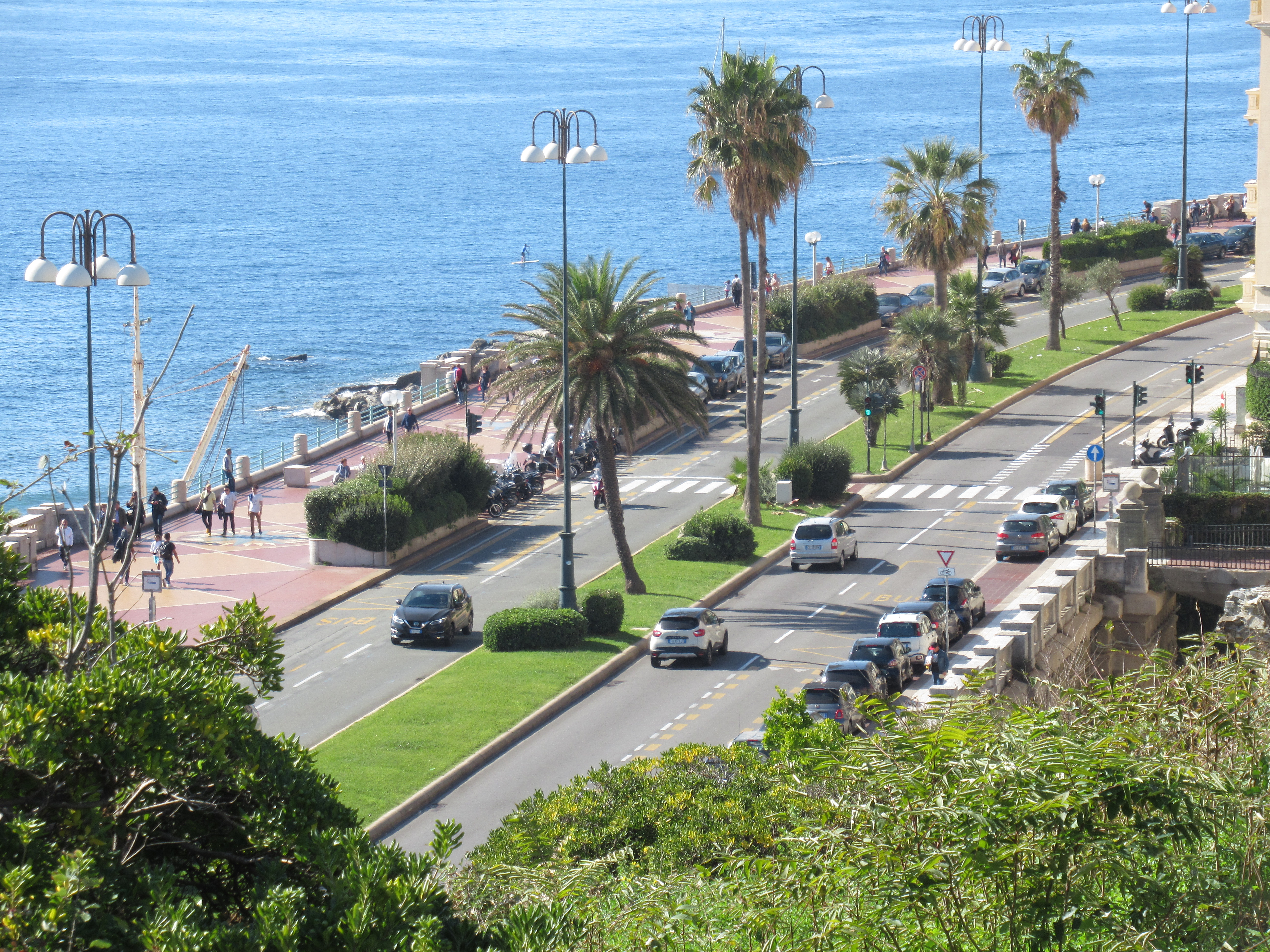
Un tratto di corso Italia, promenade progettata da Carbone

Dario Angelo Carbone nacque a Livorno nel 1857 da Angelo Carbone e Anna Pomata. Architetto, ingegnere e poi professore, appena venticinquenne si trasferì a Genova, prendendo studio nella centrale via XX Settembre (civico 6 e poi 18), città in cui ricevette numerose e importanti commissioni, in particolare fra l'Ottocento e il Novecento.
Giunse nel capoluogo ligure in un momento significativo per la città, quando l'assetto urbanistico stava cambiando e grandi e rilevanti quartieri residenziali stavano nascendo. Fu coinvolto in particolare nel rinnovamento di via XX Settembre, asse viario che stava nascendo tra il 1892 e il 1912 nel pieno centro cittadino su progetto di Cesare Gamba. Fra le opere che progettò, il sontuoso Palazzo della Borsa di Piazza De Ferrari, e ben sei palazzi di via XX Settembre (il Palazzo delle Cupole, il Palazzo dei Giganti, il Palazzo dell'Hotel Bristol e i palazzi ai civici 31, 33, 37). Il Palazzo delle Cupole, primo edificio della via (civico 2), progettato con Podiani nel 1905 e terminato nel 1909, è un significativo esempio di art noveau e, come la maggioranza delle altre opere architettoniche di Carbone dell'area, è sottoposto a vincolo di tutela. Sempre nella medesima strada, Carbone progettò il Palazzo dell'Hotel Bristol, al civico 35, così come del successivo numero civico, il 37, sottoposto anch'esso a specifico vincolo architettonico e ristrutturato nel 2023. Ulteriore palazzo di sua progettazione (1896-1908) fu il monumentale Palazzo dei Giganti, al civico 14, in collaborazione con Carlo Fuselli, caratterizzato da colonne e cariatidi, oltre ad essere il primo edificio di Genova che fece uso del cemento armato. Fu anche il progettista dell'imponente Palazzo delle Poste centrali, in Piazza Dante, anch'esso sottoposto a vincolo architettonico, e di Villa Weil, sontuosa villa nella circonvallazione a monte di Genova, con opere del pittore Cesare Viazzi.
Fu infine progettista di corso Italia, lunga promenade sulla costa, che collega la zona bassa del centro città sino all'antico borgo di Boccadasse, ideata sul modello della Promenade des Anglais di Nizza e costruita tra il 1909 e il 1915.
()
A Genova ebbe anche ruoli dirigenziali in grandi società, come la società anonima di costruzioni Aedes e l'Istituto Ligure di Costruzioni.
Su Roma operò in particolare riguardo ai lavori su piazza Colonna. Il progetto ebbe genesi dopo il 1870 e il trasferimento della capitale a Roma. Carbone con Adolfo Coppedè redasse un primo progetto, non accolto; il 22 dicembre 1911 ne presentò un secondo al quale, il 14 febbraio 1912, aggiunse una serie di varianti che furono alla fine accolte. Dopo l'inizio dei lavori nel 1914, il completamento dell'opera si ebbe solo nel 1940, molto dopo la morte anche dello stesso Carbone, e sotto la direzione di Alberto Calza Bini.
Sul progetto di piazza Colonna la stampa dell'epoca scrisse: 
(Rassegna dei Lavori pubblici)
Per Roma, Dario Carbone ideò anche un progetto di espansione verso mare della città, non realizzatosi ma pubblicato nel 1912 e oggi custodito presso la Biblioteca dell'Istituto di archeologia e storia dell'arte di Roma.
Morì a Roma il 27 marzo 1934.